# 加那利群岛王国
加那利群岛王国（西班牙語：Reino de las Islas Canarias）是卡斯蒂利亚联合王国的一个附庸国，位于北非地区的加那利群岛，存在于1404年—1450年。